# Ulvhild Haakansdotter
Ulvhild Haakansdotter (1095/1100?-1148) was in haar leven tot driemaal toe koningin-gemalin. Zij was achtereenvolgens gehuwd met koningen Inge II van Zweden, Niels van Denemarken en Sverker I van Zweden.